# Vuelta a Mallorca
Challenge Vuelta Ciclista a Mallorca je série pěti jednodenních závodů konaných na španělském ostrově Mallorca na konci ledna nebo začátku února. Závody jsou využívány mnohými profesionálními týmy jako příprava na významnější závody v pozdějších částech sezóny. Všechny závody jsou součástí UCI Europe Tour na úrovni 1.1.
Vuelta a Mallorca přijímá velké sponzorství od turistického odboru místní vlády. Závod se poprvé konal v roce 1992 a první tři roky byl závod otevřen pouze španělským týmům, ale v roce 1995 byly poprvé pozvány cizí týmy jako Telekom a TVM. V roce 1998 se Nizozemec Léon van Bom z týmu Rabobank stal prvním celkovým vítězem z nešpanělského týmu.

## Seznam celkových vítězů
| Rok  | Země       | Jezdec                | Tým                   |
| ---- | ---------- | --------------------- | --------------------- |
| 1992 | Španělsko  | Javier Murguialday    | Lotus–Festina         |
| 1993 | Francie    | Laurent Jalabert      | ONCE                  |
| 1994 | Španělsko  | David García Marquina | Banesto               |
| 1995 | Švýcarsko  | Alex Zülle            | ONCE                  |
| 1996 | Španělsko  | Francisco Cabello     | Kelme–Artiach         |
| 1997 | Francie    | Laurent Jalabert      | ONCE                  |
| 1998 | Nizozemsko | Léon van Bon          | Rabobank              |
| 1999 | Španělsko  | José Luis Rebollo     | ONCE–Deutsche Bank    |
| 2000 | Španělsko  | Francisco Cabello     | Kelme–Costa Blanca    |
| 2001 | Austrálie  | Matthew Hayman        | Rabobank              |
| 2002 | Španělsko  | Francisco Cabello     | Kelme–Costa Blanca    |
| 2003 | Španělsko  | Alejandro Valverde    | Kelme–Costa Blanca    |
| 2004 | Španělsko  | Antonio Colom         | Illes Balears–Banesto |
| 2005 | Španělsko  | Alejandro Valverde    | Illes Balears–Banesto |
| 2006 | Španělsko  | David Bernabeu        | Comunidad Valenciana  |
| 2007 | Španělsko  | Luis León Sánchez     | Caisse d'Epargne      |
| 2008 | Belgie     | Philippe Gilbert      | Française des Jeux    |
| 2009 | Španělsko  | Antonio Colom         | Team Katusha          |

## Vítězové individuálních závodů
| Rok  | Trofeo Palma de Mallorca                    | Trofeo Alcúdia                        | Trofeo Calvia                         | Trofeo Manacor                   | Trofeo Sóller              |
| ---- | ------------------------------------------- | ------------------------------------- | ------------------------------------- | -------------------------------- | -------------------------- |
| 1992 | Kenneth Weltz (DEN)                         | Alfonso Gutiérrez (ESP)               | Neil Stephens (AUS)                   | Alfonso Gutiérrez (ESP)          | Juan Carlos González (ESP) |
| 1993 | Asiat Saitov (RUS)                          | Alfonso Gutiérrez (ESP)               | Federico Echave (ESP)                 | Laurent Jalabert (FRA)           | Laurent Jalabert (FRA)     |
| 1994 | Joan Llaneras (ESP)                         | Asier Guenetxea (ESP)                 | Alfonso Gutiérrez (ESP)               | José Ramón Uriarte (ESP)         | Ángel Edo (ESP)            |
| 1995 | Adriano Baffi (ITA)                         | Jeroen Blijlevens (NED)               | Beat Zberg (SUI)                      | Samuele Schiavina (ITA)          | Laurent Jalabert (FRA)     |
| 1996 | Jeroen Blijlevens (NED)                     | Goder De Leeuw (NED)                  | Francisco Cabello (ESP)               | Federico Colonna (ITA)           | Francisco Cabello (ESP)    |
| 1997 | Erik Zabel (GER)                            | Peter Van Petegem (BEL)               | Tom Steels (BEL)                      | Hendrik Van Dijck (BEL)          | Laurent Jalabert (FRA)     |
| 1998 | Erik Zabel (GER)                            | Jeremy Hunt (GBR)                     | Tom Steels (BEL)                      | Elio Aggiano (ITA)               | Tom Steels (BEL)           |
| 1999 | Jeroen Blijlevens (NED)                     | Claus Michael Møller (DEN)            | Francisco Cabello (ESP)               | Mario Cipollini (ITA)            | Mario Cipollini (ITA)      |
| 2000 | Óscar Freire (ESP)                          | Robbie McEwen (AUS)                   | Elio Aggiano (ITA)                    | Paolo Bettini (ITA)              | Francisco Cabello (ESP)    |
| 2001 | Erik Zabel (GER)                            | Michael Boogerd (NED)                 | Robbie McEwen (AUS)                   | Erik Zabel (GER)                 | Mathew Hayman (AUS)        |
| 2002 | Isaac Gálvez (ESP)                          | Igor Flores (ESP)                     | Erik Dekker (NED)                     | Óscar Freire (ESP)               | Óscar Freire (ESP)         |
| 2003 | Isaac Gálvez (ESP)                          | Allan Davis (AUS)                     | Remmert Wielinga (NED)                | Isaac Gálvez (ESP)               | Alexandre Usov (BLR)       |
| 2004 | Allan Davis (AUS)                           | Óscar Freire (ESP)                    | Unai Etxebarria (VEN)                 | Allan Davis (AUS)                | Alejandro Valverde (ESP)   |
| 2005 | Óscar Freire (ESP)                          | Óscar Freire (ESP)                    | Antonio Colom (ESP)                   | Alejandro Valverde (ESP)         | Alejandro Valverde (ESP)   |
| Rok  | Trofeo Palma de Mallorca                    | Trofeo Cala Millor                    | Trofeo Calvia                         | Trofeo Pollença                  | Trofeo Sóller              |
| 2006 | Isaac Gálvez (ESP)                          | Isaac Gálvez (ESP)                    | David Kopp (GER)                      | David Bernabeu (ESP)             | Paolo Bettini (ITA)        |
| 2007 | Óscar Freire (ESP)                          | Vicente Reynès (ESP)                  | Unai Etxebarria (VEN)                 | Thomas Dekker (NED)              | Antonio Colom (ESP)        |
| 2008 | Philippe Gilbert (BEL)                      | Graeme Brown (AUS)                    | Gert Steegmans (BEL)                  | José Joaquín Rojas (ESP)         | Philippe Gilbert (BEL)     |
| Rok  | Trofeo Palma de Mallorca                    | Trofeo Cala Millor                    | Trofeo Calvia                         | Trofeo Pollença                  | Trofeo Inca                |
| 2009 | Gert Steegmans (BEL)                        | Robbie McEwen (AUS)                   | Gerald Ciolek (GER)                   | Daniele Bennati (ITA)            | Antonio Colom (ESP)        |
| Rok  | Trofeo Palma de Mallorca                    | Trofeo Cala Millor                    | Trofeo Deià                           | Trofeo Magaluf-Palmanova         | Trofeo Inca                |
| 2010 | Robbie McEwen (AUS)                         | Óscar Freire (ESP)                    | Rui Costa (POR)                       | André Greipel (GER)              | Linus Gerdemann (GER)      |
| 2011 | Bez vítěze                                  | Tyler Farrar (USA)                    | José Joaquín Rojas (ESP)              | Murilo Fischer (BRA)             | Ben Hermans (BEL)          |
| Rok  | Trofeo Palma de Mallorca                    | Trofeo Migjorn                        | Trofeo Deià                           | Trofeo Pollença                  | Trofeo Serra de Tramuntana |
| 2012 | Andrew Fenn (GBR)                           | Andrew Fenn (GBR)                     | Lars Petter Nordhaug (NOR)            | Nejelo se                        | Zrušeno                    |
| Rok  | Trofeo Palma de Mallorca                    | Trofeo Campos                         | Trofeo Deià                           | Trofeo Platja de Muro            | Trofeo Serra de Tramuntana |
| 2013 | Kenny Dehaes (BEL)                          | Leigh Howard (AUS)                    | Nejelo se                             | Leigh Howard (AUS)               | Alejandro Valverde (ESP)   |
| Rok  | Trofeo Palma                                | Trofeo Ses Salines                    | Trofeo Deià                           | Trofeo Muro-Port d'Alcúdia       | Trofeo Serra de Tramuntana |
| 2014 | Sacha Modolo (ITA)                          | Sacha Modolo (ITA)                    | Nejelo se                             | Gianni Meersman (BEL)            | Michał Kwiatkowski (POL)   |
| Rok  | Trofeo Santanyi-Ses Salines-Campos          | Trofeo Andratx – Mirador d'Es Colomer | Trofeo Serra de Tramuntana            | Trofeo Playa de Palma            | Nejelo se                  |
| 2015 | Matteo Pelucchi (ITA)                       | Steve Cummings (GBR)                  | Alejandro Valverde (ESP)              | Matteo Pelucchi (ITA)            | Nejelo se                  |
| Rok  | Trofeo Felanitx-Ses Salines-Campos-Porreres | Trofeo Pollenca-Port de Andratx       | Trofeo Serra de Tramuntana            | Trofeo Playa de Palma            | Nejelo se                  |
| 2016 | André Greipel (GER)                         | Gianluca Brambilla (ITA)              | Fabian Cancellara (SUI)               | André Greipel (GER)              | Nejelo se                  |
| Rok  | Trofeo Porreres-Felanitx-Ses Salines-Campos | Trofeo Andratx – Mirador d'Es Colomer | Trofeo Serra de Tramuntana            | Trofeo Playa de Palma            | Nejelo se                  |
| 2017 | André Greipel (GER)                         | Tim Wellens (BEL)                     | Tim Wellens (BEL)                     | Daniel McLay (GBR)               | Nejelo se                  |
| Rok  | Trofeo Porreres-Felanitx-Ses Salines-Campos | Trofeo Andratx – Mirador d'Es Colomer | Trofeo Serra de Tramuntana            | Trofeo Playa de Palma            | Nejelo se                  |
| 2018 | John Degenkolb (GER)                        | Toms Skujiņš (LAT)                    | Tim Wellens (BEL)                     | John Degenkolb (GER)             | Nejelo se                  |
| Rok  | Trofeo Ses Salines-Campos-Porreres-Felanitx | Trofeo Andratx Lloseta                | Trofeo de Tramuntana Soller-Deia      | Trofeo Palma                     | Nejelo se                  |
| 2019 | Jesús Herrada (ESP)                         | Emanuel Buchmann (GER)                | Tim Wellens (BEL)                     | Marcel Kittel (GER)              | Nejelo se                  |
| Rok  | Trofeo Felanitx-Ses Salines-Campos-Porreres | Trofeo Serra de Tramuntana            | Trofeo Pollença – Port d'Andratx      | Trofeo de Playa de Palma – Palma | Nejelo se                  |
| 2020 | Matteo Moschetti (ITA)                      | Emanuel Buchmann (GER)                | Marc Soler (ESP)                      | Matteo Moschetti (ITA)           | Nejelo se                  |
| Rok  | Trofeo Calvià                               | Trofeo Serra de Tramuntana            | Trofeo Andratx – Mirador d'Es Colomer | Trofeo Alcúdia – Port d'Alcúdia  | Nejelo se                  |
| 2021 | Ryan Gibbons (RSA)                          | Jesús Herrada (ESP)                   | Winner Anacona (COL)                  | André Greipel (GER)              | Nejelo se                  |
| Rok  | Trofeo Calvià                               | Trofeo Alcúdia – Port d'Alcúdia       | Trofeo Serra de Tramuntana            | Trofeo Pollença – Port d'Andratx | Trofeo Playa de Palma      |
| 2022 | Brandon McNulty (USA)                       | Biniam Girmay (ERI)                   | Tim Wellens (BEL)                     | Alejandro Valverde (ESP)         | Arnaud De Lie (BEL)        |
| Rok  | Trofeo Calvià                               | Trofeo Ses Salines – Felanitx         | Trofeo Andratx – Mirador d'Es Colomer | Trofeo Serra de Tramuntana       | Trofeo Palma – Palma       |
| 2023 | Rui Costa (POR)                             | Marijn van den Berg (NED)             | Kobe Goossens (BEL)                   | Kobe Goossens (BEL)              | Ethan Vernon (GBR)         |
| Rok  | Trofeo Calvià                               | Trofeo Ses Salines – Alcúdia          | Trofeo Serra de Tramuntana            | Trofeo Pollença – Port d'Andratx | Trofeo Palma               |
| 2024 | Simon Carr (GBR)                            | Paul Magnier (FRA)                    | Lennert Van Eetvelt (BEL)             | Pelayo Sánchez (ESP)             | Gerben Thijssen (BEL)      |